# Бертельсен, Оге
Оге Бертельсен (дат. Aage Bertelsen; 28 сентября 1873 года, Нествед — 9 сентября 1945 года, Копенгаген) — датский художник. Был членом Датской экспедиции на северо-восток Гренландии. Также работал на фабрике по производству керамики Kähler Keramik в Нестведе.

## Ранняя биография и карьера
Оге Бертельсен родился в 1873 году, в датском городе Нествед. Художник Рудольф Бертельсен, его отец, работал учителем изобразительных искусств в школе Херлуфсхольм Бординг. С раннего возраста Оге обучался рисованию и живописи у своего отца. Кроме того, в качестве его наставника выступал и художник Лауриц Андерсен Ринг, близкий друг семьи Бертельсенов. С 1892 по 1896 год Оге обучался в Художественной школе Цартмана, совмещая свои занятия с работой в Управлении земельными ресурсами (1894—1897 годы). Вместе с Кристианом Цартманом Бертельсен совершил поездку в Италию в 1897 году, а в 1899—1900 годах он посетил Германию и Францию.
Работы Бертельсена были представлены на Весенних выставках во дворце Шарлоттенборг в 1899—1903 году и выставке Клеиса в 1901 году. С 1904 года художник был членом Свободной выставки, датского аналога Салона отверженных.

## Экспедиция в Гренландию, 1906-08

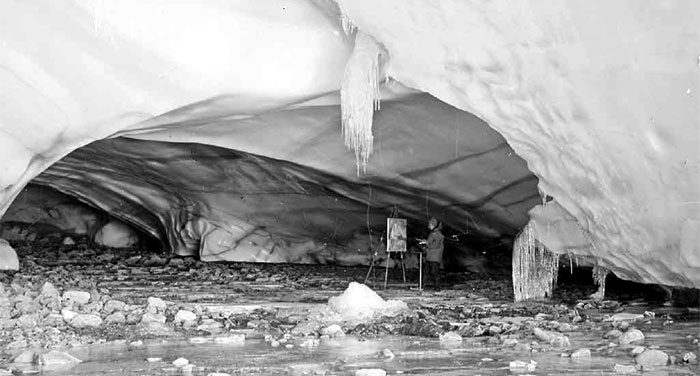
Оге Бертельсен рисует в пещере Гнипа

В 1906—1908 Бертельсен принимал участие в Датской экспедиции на северо-восток Гренландии. В 1908 году состоялась выставка работ Бертельсена и Актона Фрииса, сделанных ими во время экспедиции, сначала на Свободной выставке в Копенгагене, а затем в городах Орхус и Оденсе. В 1909 году творения Бертельсена выставлялись в Берлине и других немецких городах, а в 1910 году были представлены в Королевском географическом обществе в Лондоне.
В 1907 году Бертельсен вместе с Йоханом Петером Кохом сообщили о том, что были первыми кто видел Землю Фата-моргана (дат. Fata Morgana Landet), остров-призрак, якобы лежащий между северо-востоком Гренландии и Шпицбергеном. Эту землю потом хорошо видел с воздуха Лауге Кох в 1933 году.
В нынешнее время работы Бертельсена из гренландской экспедиции выставлялись в 2011 году в Музее Рудольфа Тайнера. В 2013 году было опубликовано комплексное исследование дневников Фрииса и Бертельсена.

## Поздняя биография
Вернувшись в Данию, Бертельсен поселился в Биркерёде, где работал в качестве художника-пейзажиста. Он был сооснователем Kunst for Varer в 1924 году и возглавлял организацию до своей смерти в 1945 году. Оге Бертельсен был похоронен на кладбище Биркерёда.